# Tygarrup poriger
Tygarrup poriger är en mångfotingart som först beskrevs av Karl Wilhelm Verhoeff 1942.  Tygarrup poriger ingår i släktet Tygarrup och familjen storhuvudjordkrypare. Inga underarter finns listade i Catalogue of Life.